# 莫尔塔拉
莫尔塔拉（義大利語：Mortara），是意大利帕维亚省的一个市镇。总面积52平方公里，人口15638人，人口密度300.7人/平方公里（2009年）。国家统计（ISTAT）代码为018102。